# ISO 56000
ISO 56000 és una família d'estàndards dissenyats per proporcionar un marc perquè les organitzacions implementin, mantinguin i millorin els sistemes de gestió de la innovació.
La taula següent llista el conjunt d'estàndards inclosos a la família. Les sigles utilitzades per ISO signifiquen:
FDIS (Final Draft International Standard): Esborrany final del estàndard internacional
TR (Technical Report): Informe tècnic
TS (Technical Specification) : Especificació tècnica 
| Nom                   | Descripció                                                               | Enllaç a ISO |
| --------------------- | ------------------------------------------------------------------------ | ------------ |
| ISO 56000:2025        | Fonaments i vocabulari                                                   |              |
| ISO / FDIS 56001:2024 | Requeriments                                                             |              |
| ISO 56002:2019        | Guia                                                                     |              |
| ISO 56003:2019        | Eines i mètodes per a cooperació en innovació — Guia                     |              |
| ISO/TR 56004:2019     | Avaluació de la gestió de innovació — Guia                               |              |
| ISO 56005:2020        | Eines i mètodes per a la gestió de la propietat intel·lectual — Guia     |              |
| ISO 56006:2021        | Eines i mètodes per a una gestió estratègica de la intel·ligència — Guia |              |
| ISO 56007:2023        | Eines i mètodes per a gestionar oportunitats i idees — Guia              |              |
| ISO 56008:2024        | Eines i mètodes per a mesurar l’operació d'innovació — Guia              |              |
| ISO/TS 56010:2023     | Exemples il·lustratius de la ISO 56000                                   |              |